# Lamayuru
 (mai 2020).
Si vous disposez d'ouvrages ou d'articles de référence ou si vous connaissez des sites web de qualité traitant du thème abordé ici, merci de compléter l'article en donnant les références utiles à sa vérifiabilité et en les liant à la section « Notes et références ».
 (novembre 2022).
Motif : Aucune source pour la plupart des longues tirades de cet article
 (octobre 2017).
Lamayuru, anciennement appelé Yung Drung Tharpa Ling, est le plus ancien monastère tibétain du Ladakh. Il appartient aujourd'hui à la lignée Drikung de l'ordre Kagyüpa. Il est situé à 127 km à l'ouest de Leh, la capitale du Ladakh. Dans le district de Kargil, sur la route de Srinagar - Kargil - Leh, à une altitude de 3 510 m.

## L'histoire officielle
Le monastère de Yundrung Tharpaling (g.yung drung thar pa gling, གཡུང་དྲུང་ཐར་པ་གླིང་), connu sous le nom de Lamayuru, est l’un des monastères les plus anciens du Ladakh. La légende raconte qu’à l’époque du Bouddha Shakyamuni, la région où se situe actuellement Yungdrung Tharpaling - à approximativement 127 km à l’ouest de Leh, capitale du Ladakh - se trouvait sous un grand lac abritant des Nāgas. À l’est du lac se dressait une petite colline aride, localement appelée Skambur. Il est dit que lorsque l’arhat Madhyantika, accompagné de son entourage, se rendit au lac de Lamayuru et fit des offrandes d’eau au Nagas, il fit se fissurer le sol du lac et s’échapper l’eau. Il prononça également la prophétie selon laquelle les enseignements du Sutra et du Tantra unifiés s’y épanouiraient dans le futur.
Par la suite, Mahasiddha Naropa (1016-1100), arrivant du Zanskar, visita ce lieu et y resta un long moment, en retraite stricte, dans une grotte, faisant de ce site une terre sacrée. Pour rappeler ce passage, une petite grotte constitue une partie du temple principal du monastère de Lamayuru. On attribue souvent la construction de cinq temples autour de 1038 au grand traducteur Rinchen Zangpo (958-1055), et l'un d'entre eux est encore en parfait état, le Senge Lhakhang (སེང་གེ་ལྷ་ཁང་). Ils font partie des 108 temples et stupas qu’il aurait érigé au Spiti et au Ladakh. 
Durant le XVIe siècle, lorsque Denma Kunga Drakpa vint au Ladakh sur invitation du roi Tashi Namgyal, il se vit offrir un petit palais à Lamayuru que possédait le roi ainsi que toutes les terres environnantes. Quand Denma Kunga Drakpa visita Lamayuru pour la première fois, il vit la grotte de Naropa et les grains d’orge de l’offrande d’eau de Madhyantika qui avaient poussé en forme de svastika (g.yung drung). Considérant toutes les bénédictions reçues par cette terre, il établit un monastère et le nomma Yungdrung. Le roi du Ladakh ainsi que le souverain de Balti rédigèrent une loi prévoyant que même le plus cruel des criminels échapperait à l’exécution s’il visitait en personne Yungdrung Tharpaling ou lui envoyait son chapeau avant le jour du jugement. Ainsi, le monastère fut également nommé Tharpaling « la terre de la libération », d’où le nom de Yungdrung Tharpaling, communément appelé Lamayuru. Cette décision relative aux criminels fut respectée, par les rois non seulement du Ladakh et de Balti mais aussi du Cachemire. Celle-ci fut gravée, en alphabet Ourdou et farsi, sur un miroir conservé au royaume du Cachemire. Rapidement, un grand nombre de moines affluèrent et la lignée Drikung Kagyu commença à prospérer dans tout le Ladakh.
Même lorsque le Cachemiri, Tambi Malik, envahit le Ladakh avec ses 300 soldats, il déclara que Lamayuru serait exempté d’impôt et qu’aucun bruit de balle ne serait autorisé sur cette terre sacrée. Par voie de conséquence, Lamayuru devint un lieu saint pour les bouddhistes et musulmans du Ladakh ainsi que pour les Baltis mais également pour les musulmans du Cachemire.
Dès que les rois du Ladakh et de Balti avaient des divergences d’opinion, ils venaient à Lamayuru pour négocier et se réconcilier et les moines devaient être témoins. Les deux rois délivrèrent Lamayuru de toutes sortes d’impôts. Ainsi, Lamayuru put jouir d’une autonomie spéciale qu’aucun autre état ne fut en mesure d'acquérir. 
À ses débuts, le monastère de Lamayuru compta plus de 500 moines résidents. Ils étudiaient, contemplaient et pratiquaient les enseignements du Bouddha de manière générale ainsi que les enseignements de la lignée secrète des Mahasiddhas Tilopa et Naropa, en particulier. Il y eut des érudits exceptionnels non seulement du sublime texte Gongchig (dgongs gcig, la Même Intention) rédigé par le seigneur Jigten Sumgon mais aussi d’autres commentaires indiens et tibétains. À travers eux, les enseignements de la lignée Kagyu se diffusèrent largement.
En 1834, le Ladakh fut envahi par Zorawar Singh, général de l’armée du roi Gulab Singh de Jammu. Lors de l’invasion, beaucoup parmi les moines du monastère de Lamayuru furent massacrés et seuls quelques-uns d’entre eux parvinrent à fuir dans les montagnes. Le monastère fut complètement détruit et le temple principal converti en abri pour les chevaux. Les portes et les fenêtres étaient utilisées comme bois de chauffage et les textes, déchirés en morceaux. Tous les objets de valeur furent dérobés à l’exception d’une statue du 4e Chetsang Tenzin Peme Gyaltsen (1770-1826) et d’une paire de cymbales. Cette destruction violente avait pour fin de venger la dévastation du temple hindou de la ville de Leh. Lorsque Zorawar Singh quitta Lamayuru, les moines qui étaient cachés dans les montagnes revinrent. Il n’en restait plus que six. Ils furent complètement bouleversés de ne trouver rien d’autre sur l’emplacement du monastère que des carcasses et des ruines. Ils firent beaucoup d’efforts pour reprendre les activités spirituelles du monastère, mais cela fut quasi impossible. N’ayant plus rien, ils durent utiliser un service de tasses en argile comme bols d’offrande. Ils achetèrent une cloche sans anse à un habitant du village qu’ils faisaient retentir durant les rituels.
Ces jours-là, Kyabje Bakula Rangdol Nyima Rinpoché était au monastère de Rangjung, dans le village de Dhomkhar, au Ladakh occidental. La population de Lamayuru envoya une délégation afin de l’informer de ce qu’il s’était passé. Ils le supplièrent de les guider dans la reconstruction du monastère. Rinpoché fut très attristé d’entendre ces tragiques nouvelles, mais étonné de trouver des laïcs si concernés et si courageux, dans l’intérêt du dharma du Bouddha. Il offrit généreusement sa fortune personnelle pour le projet et parcourut tout le Ladakh en quête de contribution. En deux ans, le monastère fut reconstruit. Statues et textes furent apportés et le monastère reprit ses activités traditionnelles du dharma.
Par la suite, une succession de Chöje (maîtres du dharma) prit en charge le monastère de Lamayuru, durant plusieurs générations et, en 1904, le 31e Choje Togden Konchok Tenzin Damcho Gyurme édifia l’actuel monastère à cinq étages. À présent, le monastère de Lamayuru et une trentaine de monastères, établis au sein et en dehors du Ladakh, qui lui sont rattachés, accueillent 350 moines, tous sous la direction spirituelle de Choje Togden Rinpoché.
La plupart des moines de haut rang avaient étudié et s’étaient formés aux activités spirituelles aux monastères de Drikung Thil et de Yangrigar, au Tibet, avant l’invasion chinoise de 1959.
Voici quelques éminents moines et yogis :
- Bakula Rangdrol Nyima Rinpoché
- Kyabje Chosgotsang Rinpoché
- Drubpon Tharchin Rinpoché (maître de retraite à Lamayuru et fondateur du plus grand temple de Leh)
- Drubpon Sonam Jorphel Rinpoché (maître de retraite du centre de méditation Lamayuru et fondateur de Drikung Kagyu Dharmaraja, au Népal)
- Drubpon Jamspa Rigzin (maître de retraite du centre de méditation Almora et fondateur du monastère Drikung Kagyu de Pithoragad)
- Drubpon Konchok Samten (fondateur et enseignant-résident de Drikung Kyobpa Choling dans l’Escondido, en Californie, États-Unis)
- Drubpon Sonam Kunga (maître de méditation du Drikung Kagyu Institute, à Dehra Dun)
- Drubpon Konchok Sangye (enseignant-résident dans les pays baltes, en Europe)
- Drubpon Konchok Ozer (maître de méditation de la région de Limi, au Népal)
- Khenpo Dorje (abbé d’Atitse Shedra, diplômé du Nyima Changra Institute, au Tibet)
- Khenpo Konchok Tashi (ancien abbé et directeur du Drikung Kagyu Institute, en retraite stricte, à Lapchi)
- Khenpo Tashi Samphel (maître de conférence à l’Université Tibétaine de Varanasi et directeur de la Bibliothèque de Songtsen, à Dehra Dun)
- Khenpo Konchok Rangdrol (directeur du Kagyu College, à Dehra Dun)
- Khenpo Konchok Rigzin (abbé de Drikung Kagyu Dharmaraja, au Népal)
- Khenpo Konchok Tamphel (lama-résident et traducteur de la Bibliothèque de Songtsen, à Dehra Dun)
- Khenpo Sonam Tondup (khenpo-résident du monastère Drikung Rinchen Palri, au Népal)
- Khenpo Konchok Gyaltsen (khenpo-résident du monastère Drikung Rinchen Palri, au Népal)
- Khenpo Konchok Phande (spécialiste contemporain du Ladakh)
- Konchok Rigzin (directeur de la recherche à l’Institut Central des Études Bouddhiques, au Ladakh)
- Lama Yeshe Jamyang (seul moine à avoir une autorité complète sur tous les rites, rituels et danses vajra de la tradition Drikung Kagyu ; il fut formé à Yangrigar et Drikung Thil)

## Autres variantes
"Naropa qui méditait sur un minuscule bout de terre au milieu d'un lac, émit le vœu de voir construire un monastère à cet endroit. Quelque temps plus tard, le lac s'assécha et un monastère fut érigé : le Monastère de Yund-drung. Au Xe siècle, Naropa revint à cet endroit. Rinchen Zangpo, le traducteur, y avait construit plusieurs temples et stupas. Les enseignements fleurirent alors dans cette région ».
Un jour, le roi Jamyang Namgyal fut atteint d'une grave maladie. Il demanda à tous les lamas des environs de faire des prières en vue de sa guérison. Mais en vain. Il alla voir un oracle qui lui dit de faire venir le grand lama Choje Danema, de la lignée Drikung Kagyu, du Tibet, que seul pouvait le guérir. Le roi envoya alors plusieurs hommes le chercher. Lama Choje Danema avant de prendre la route vers le Ladakh avec les servants du roi, fit un rituel de divination afin de se renseigner sur ce lieu, de savoir s'il devait ou non aller voir ce roi du Ladakh. Au moment du rituel, il se trouvait au milieu d'un lac, c'est alors qu'il en sortit une pierre sur laquelle était gravée le visage de Milarépa et sous ce visage, le mantra Om mani padmé houng. Il sut donc qu'il devait partir rencontrer ce roi. À la simple vue du Lama Choje Danema, le roi fut guéri sur le champ. Heureux, il demanda au Lama de rester dans son palais et de devenir son lama. Celui-ci lui dit qu'il n'était pas son Lama-racine, mais lui désigna un autre lama.
Pour le remercier, le roi lui offrit les trois plus grands monastères du Ladakh : Yung Drung Tharpa Ling (le monastère de Lamayuru), Phyang et Sherkul (un monastère près de la frontière indo-chinoise), ainsi que quatre-vingts petits autres monastères et de nombreuses terres.

## De nos jours
Le gompa comptait initialement cinq bâtiments, et quelques vestiges d'anciens bâtiments sont encore visibles. Une grotte abrite des statues de Tilopa, Milarépa et Naropa et une statue de Vairocana se trouve dans le monastère. Nous pouvons y voir les masques utilisés annuellement pour le festival de danse.
L'histoire du monastère est consignée dans un manuscrit non publié de Nima Rangdol (Wylie : nyi ma rang grol) conservé au monastère.  
À Lamayuru se déroulent deux festivals annuels de danses sacrées, les deuxième et cinquième mois du calendrier lunaire tibétain, et rassemblent tous les moines des gompas environnants pour prier.
Lamayuru possède également un centre de retraite bien établi qui a débuté dans les années 1970 avec le yogi Kyunga Rinpoché. Drikung Chetsang Rinpoché avait commencé sa retraite de trois ans à Lamayuru sous la direction de Kyunga Rinpoché à son retour des États-Unis, en 1978.
Actuellement, il y a une douzaine de moines en retraite stricte sous la conduite spirituelle de Drubpon Sonam Jorpel Rinpoche, le principal disciple de Kyunga Rinpoché.
Aujourd'hui, le monastère héberge 200 moines et lamas dont 50 enfants moines qui sont accueillis dès l'âge de 4 ans. Pour ces enfants, Lamayuru a construit une école en terre, sans tables ni bancs. Les enfants sont assis à même le sol, sur la terre et les cailloux, et lisent et écrivent dans leur cahier sur leurs genoux. Ils ont un professeur qui leur apprend le tibétain, l'hindi, l'anglais, les mathématiques et la philosophie bouddhiste (le Dharma).

## Galerie

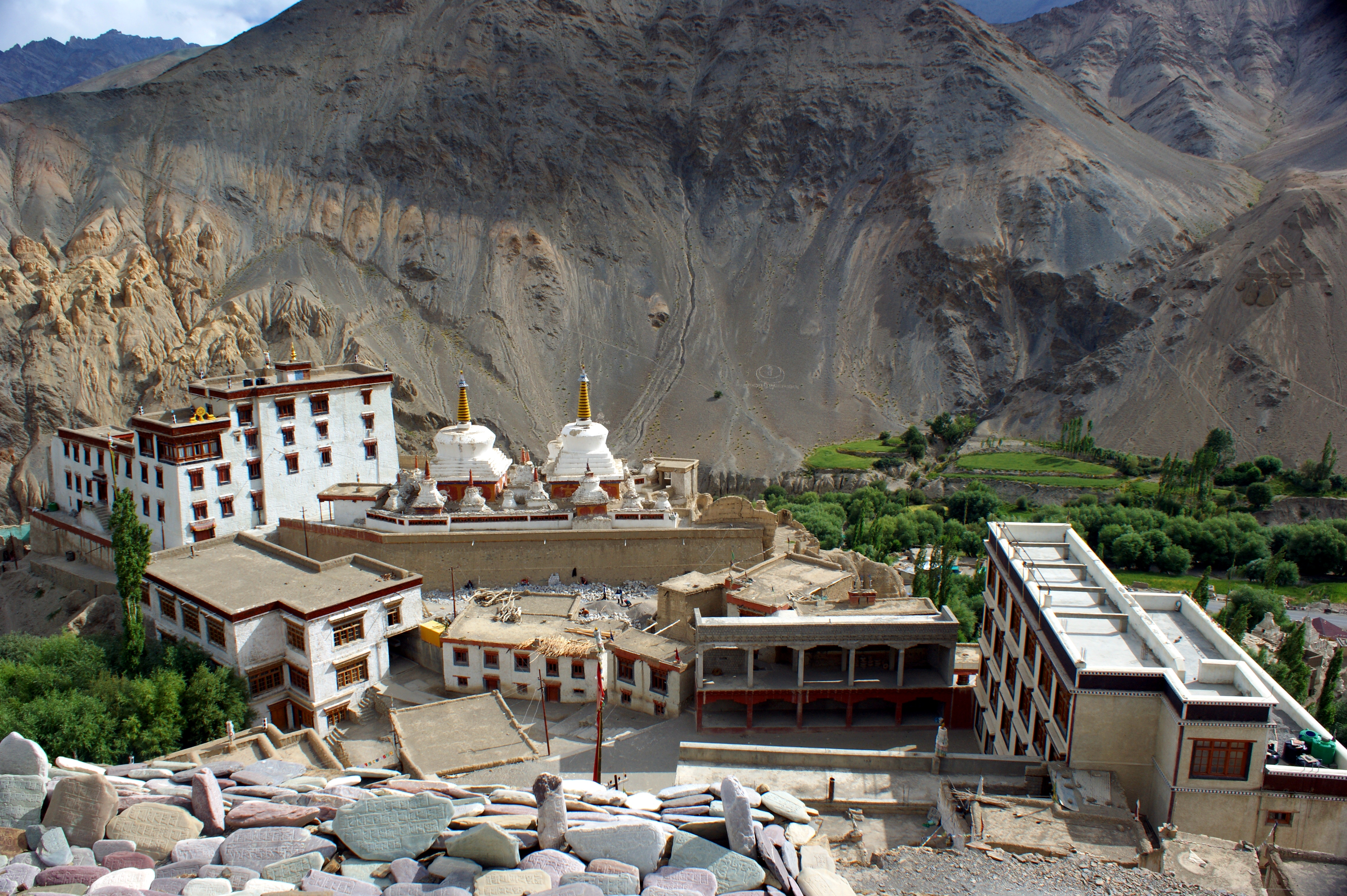
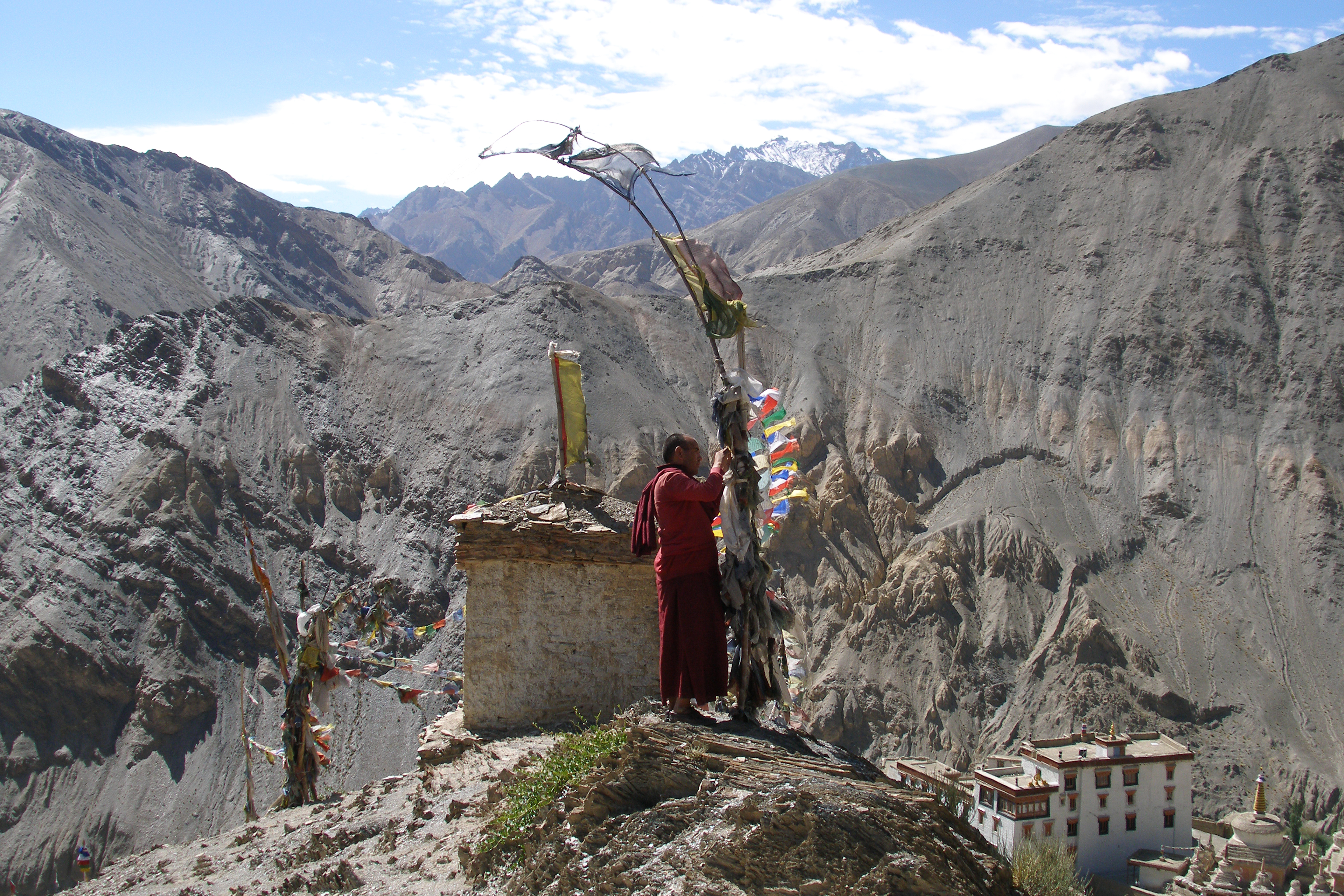
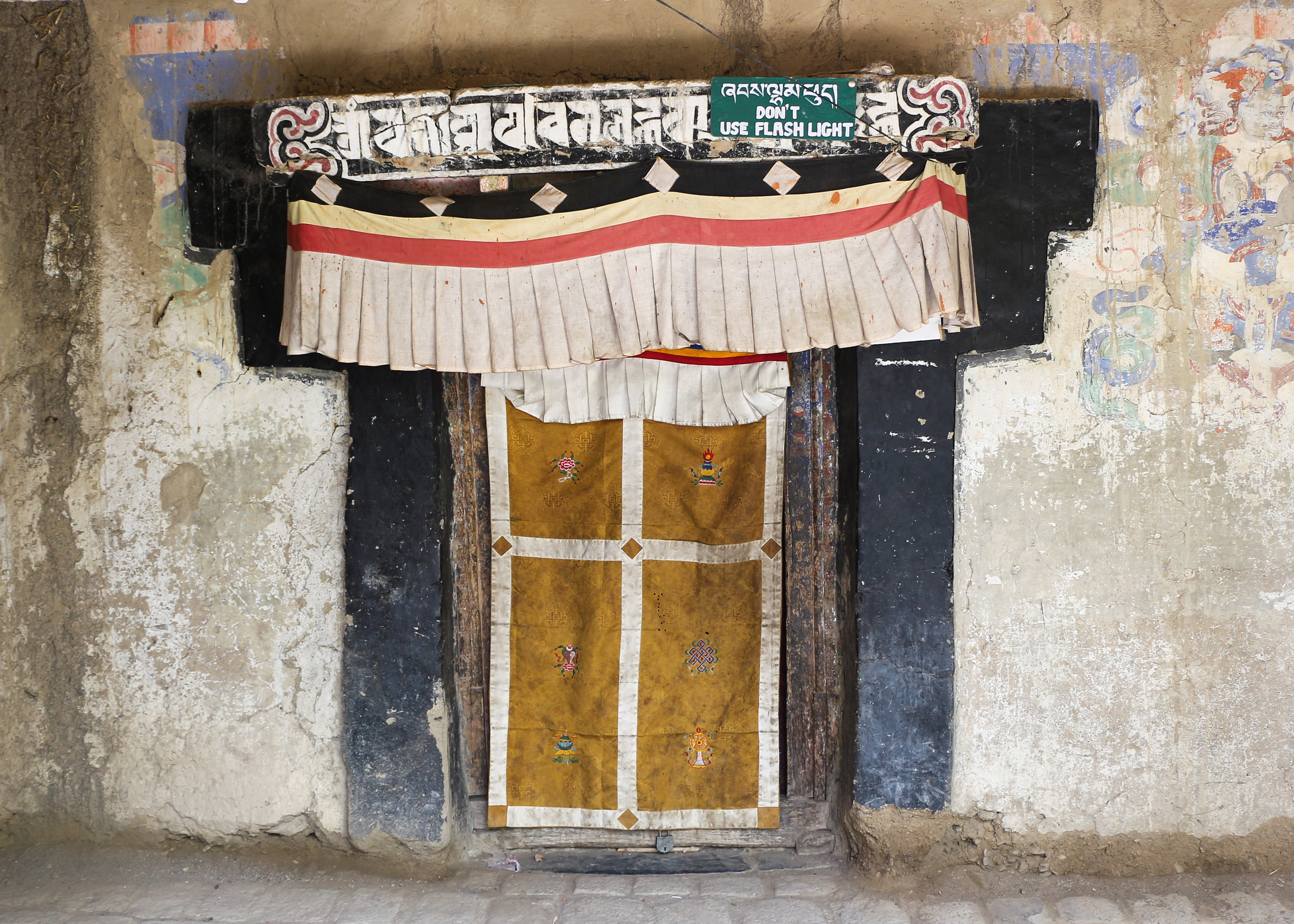
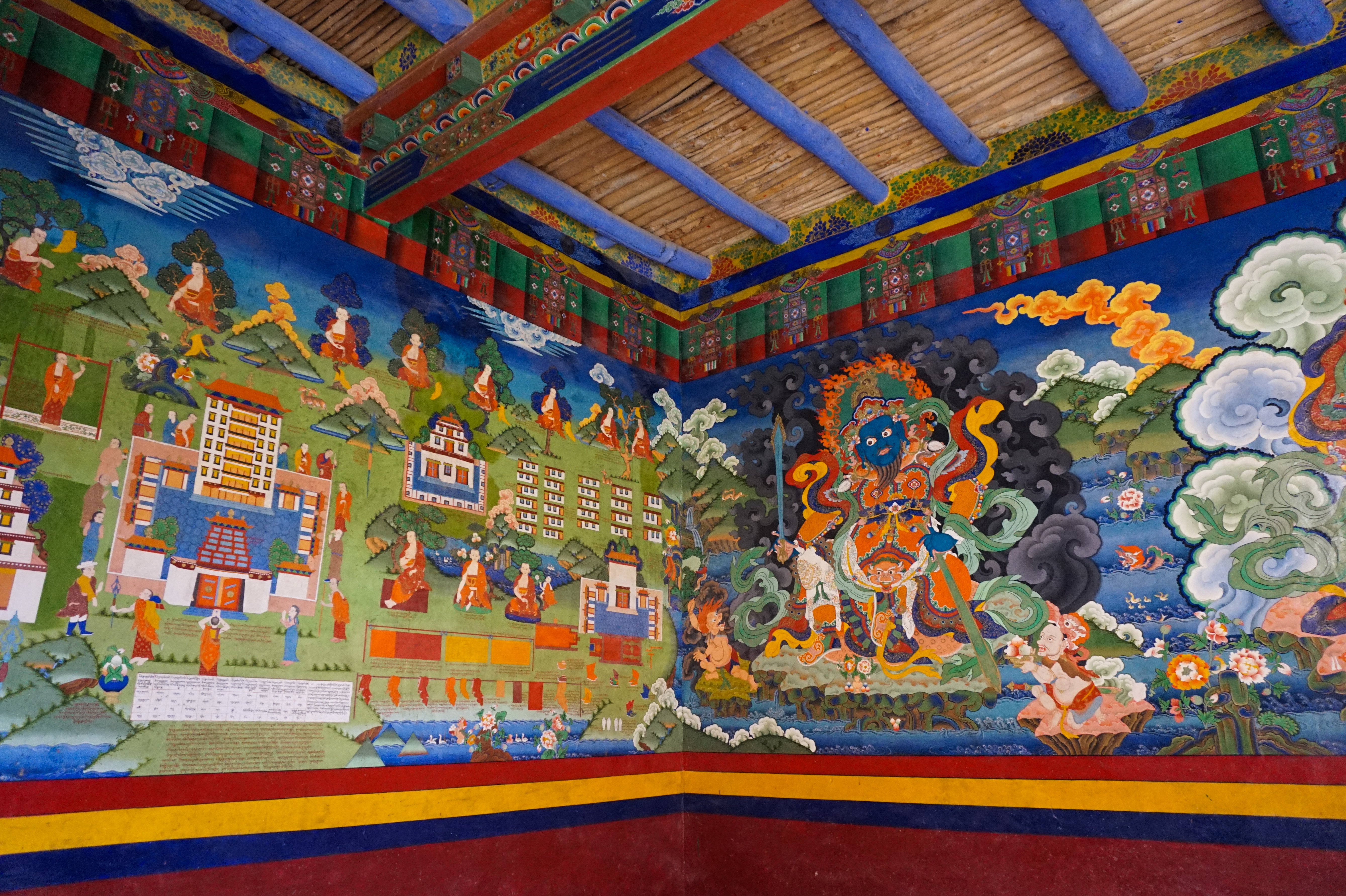
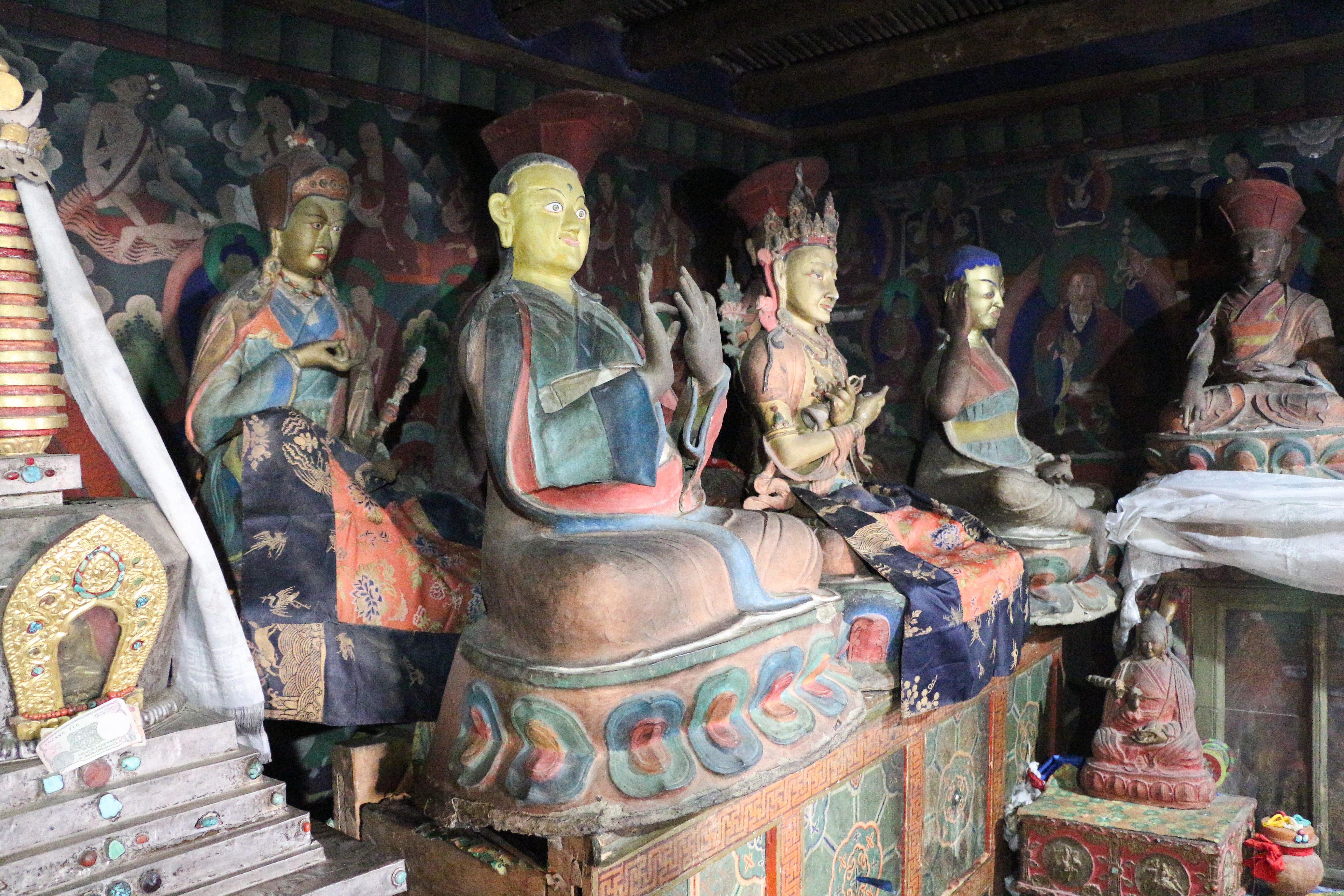
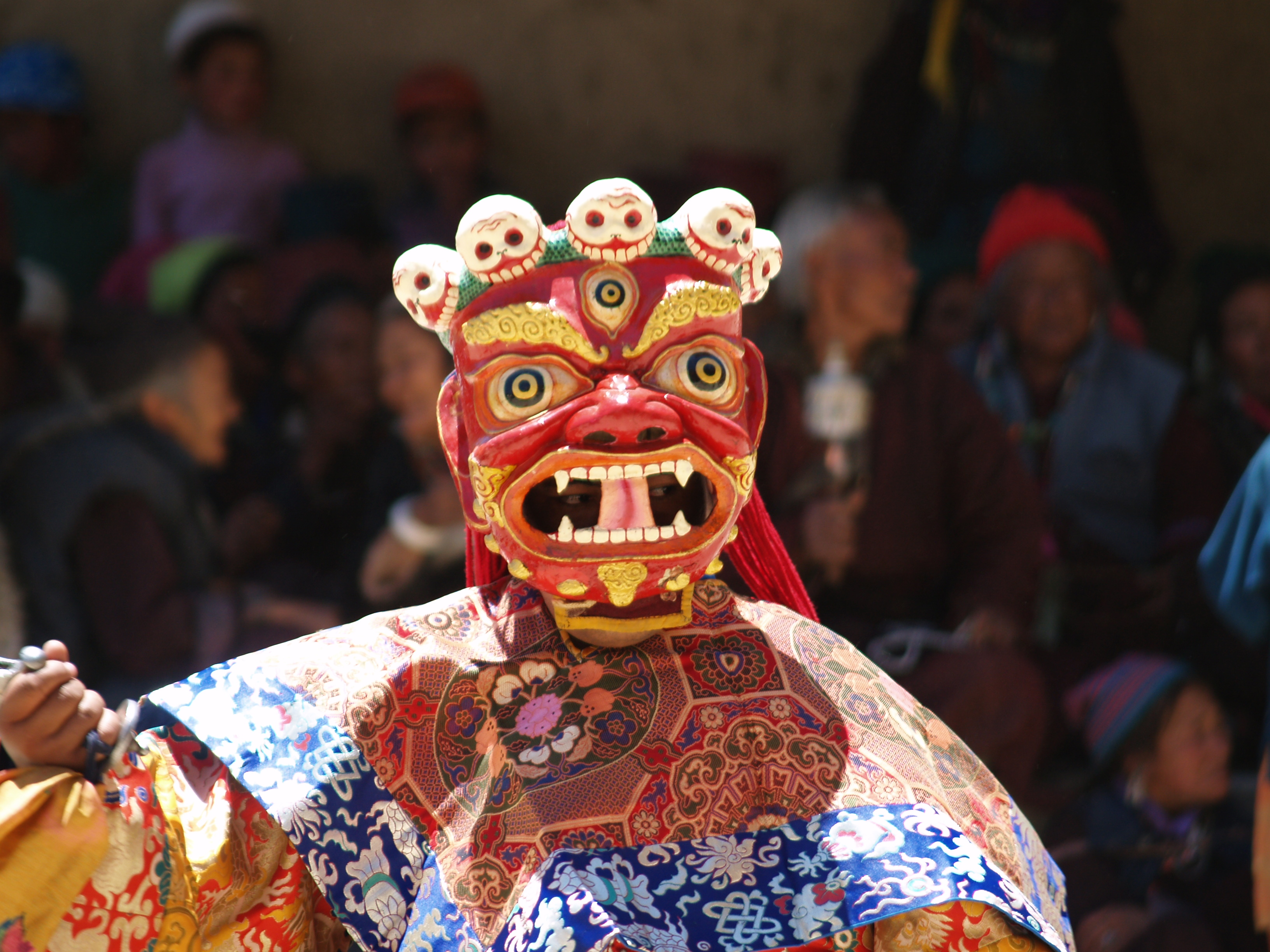
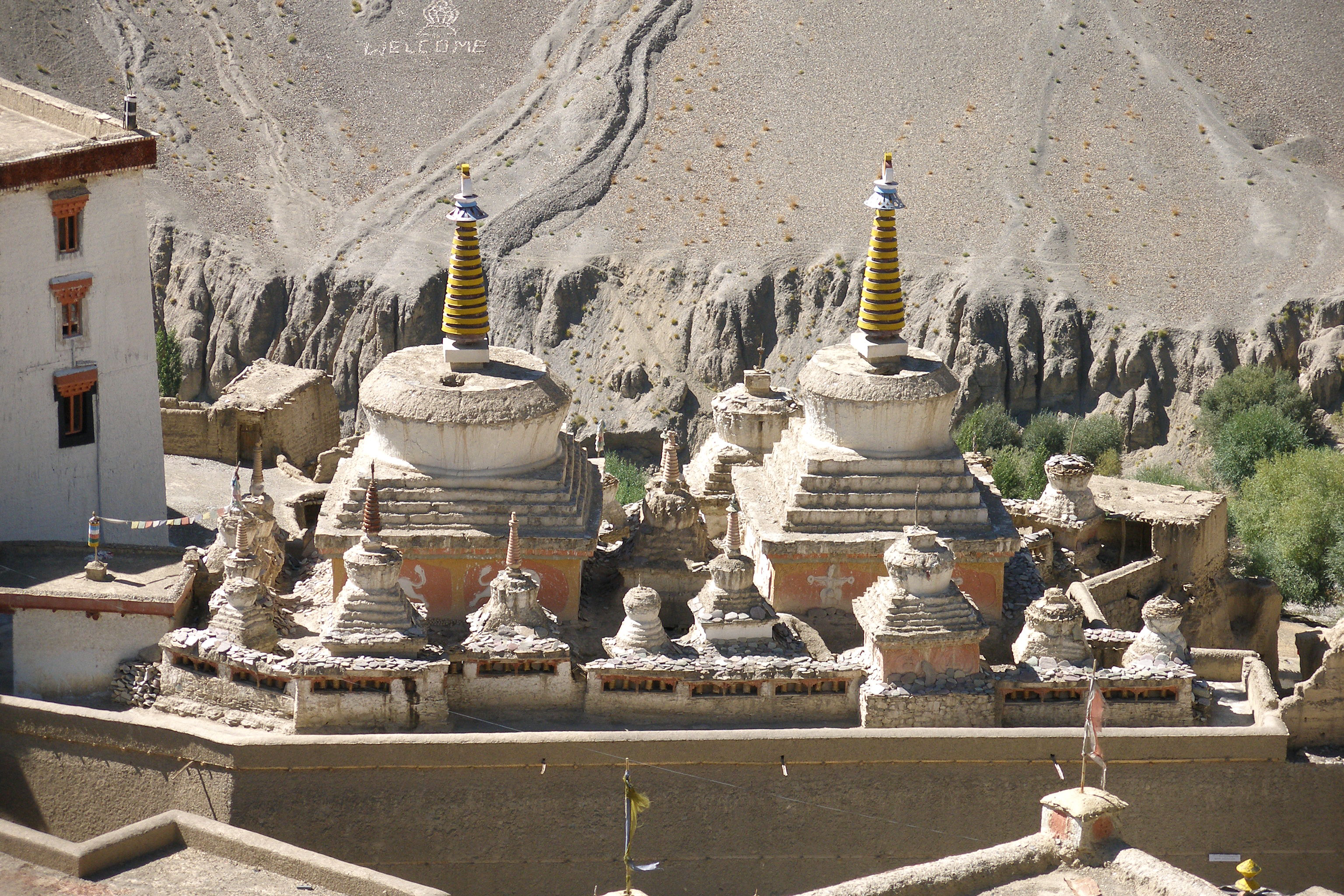
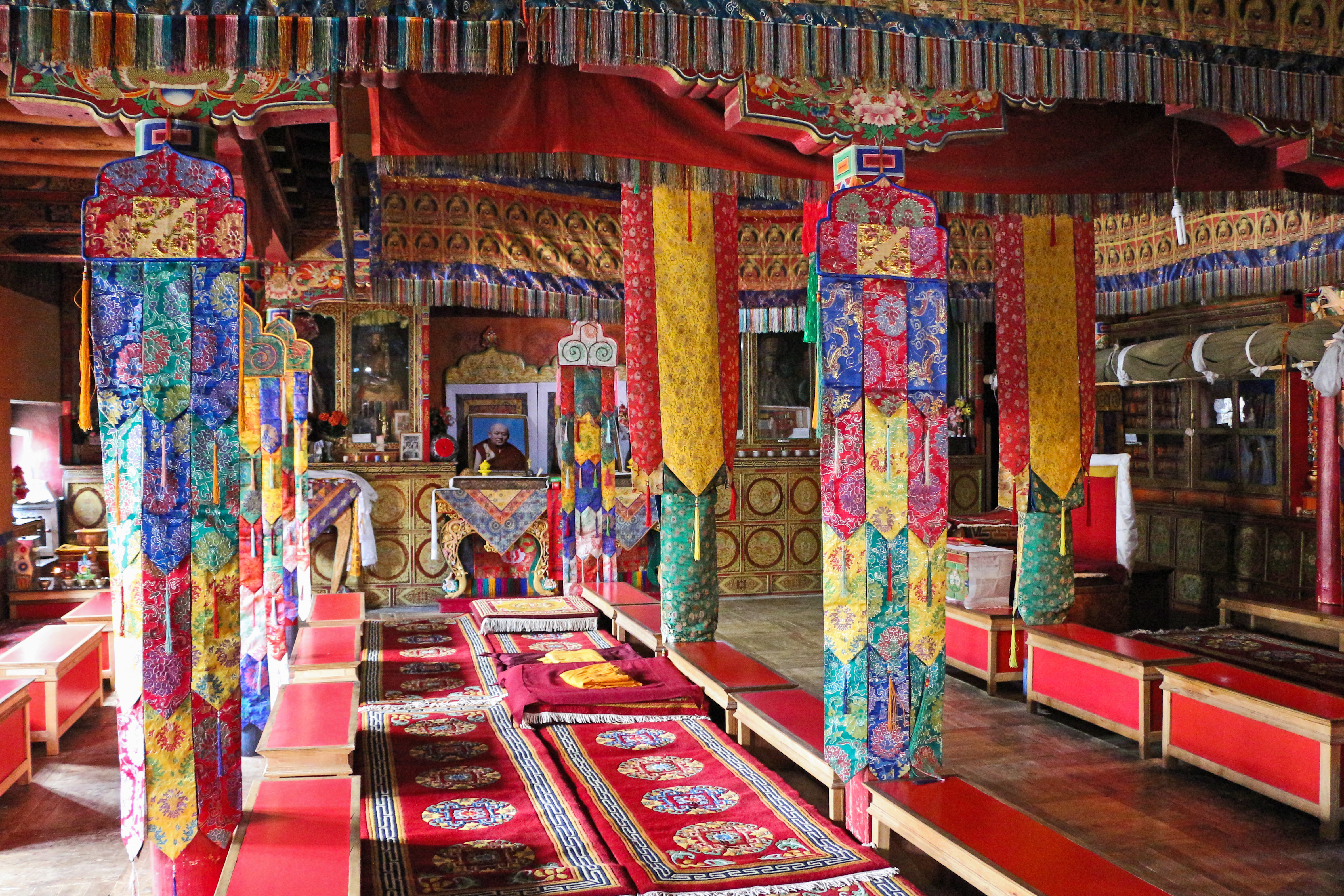
Intérieur
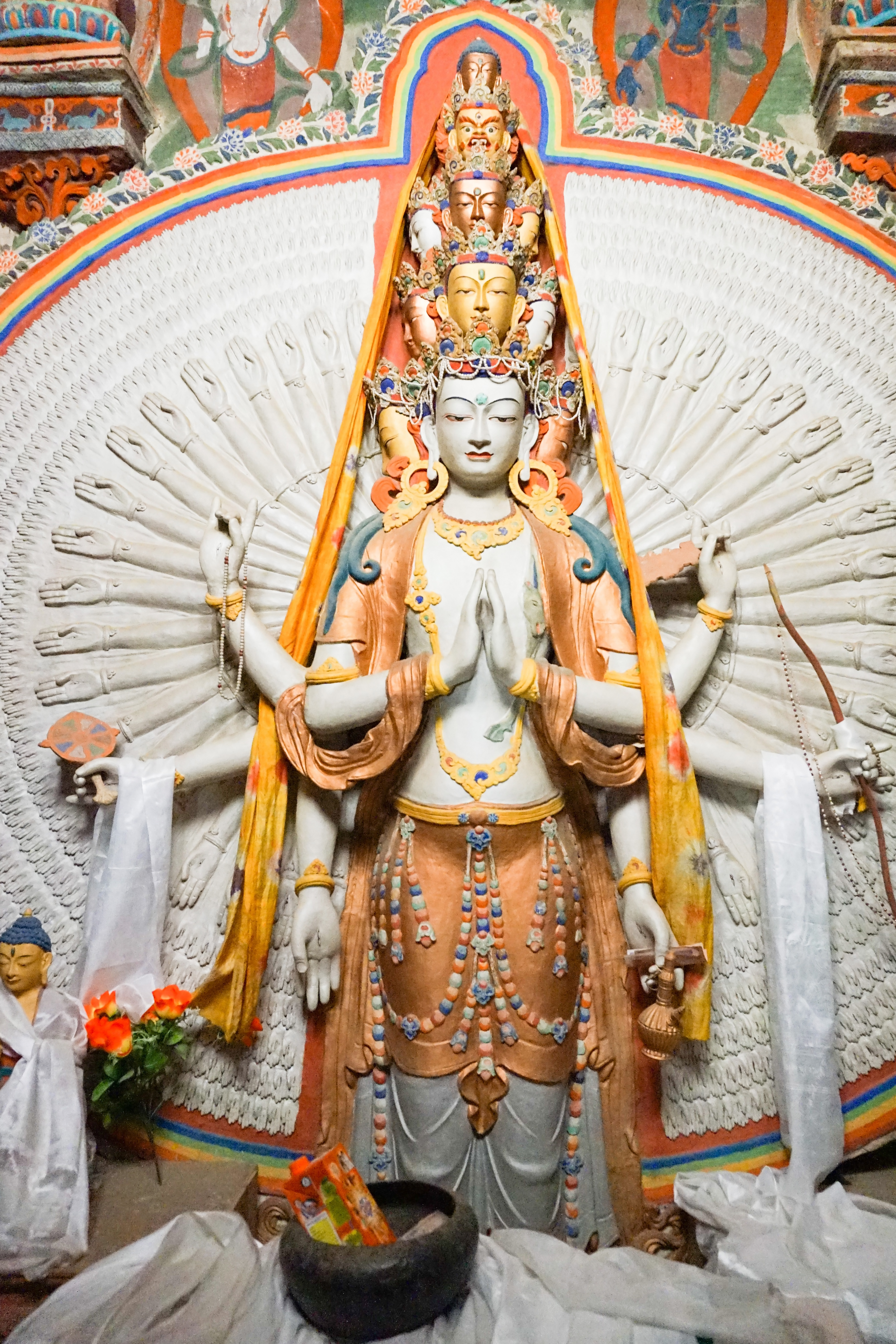
Statue de Avalokiteshvara
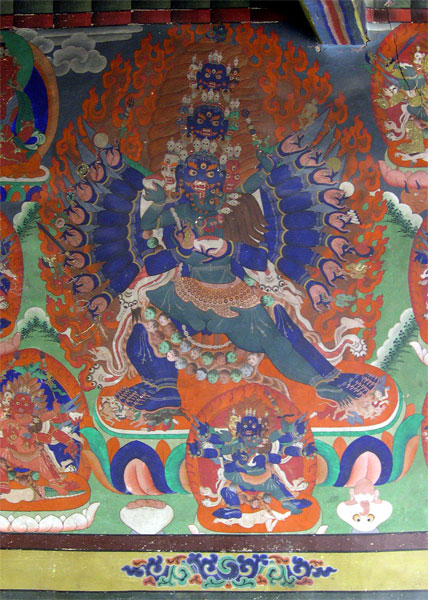
Peinture murale
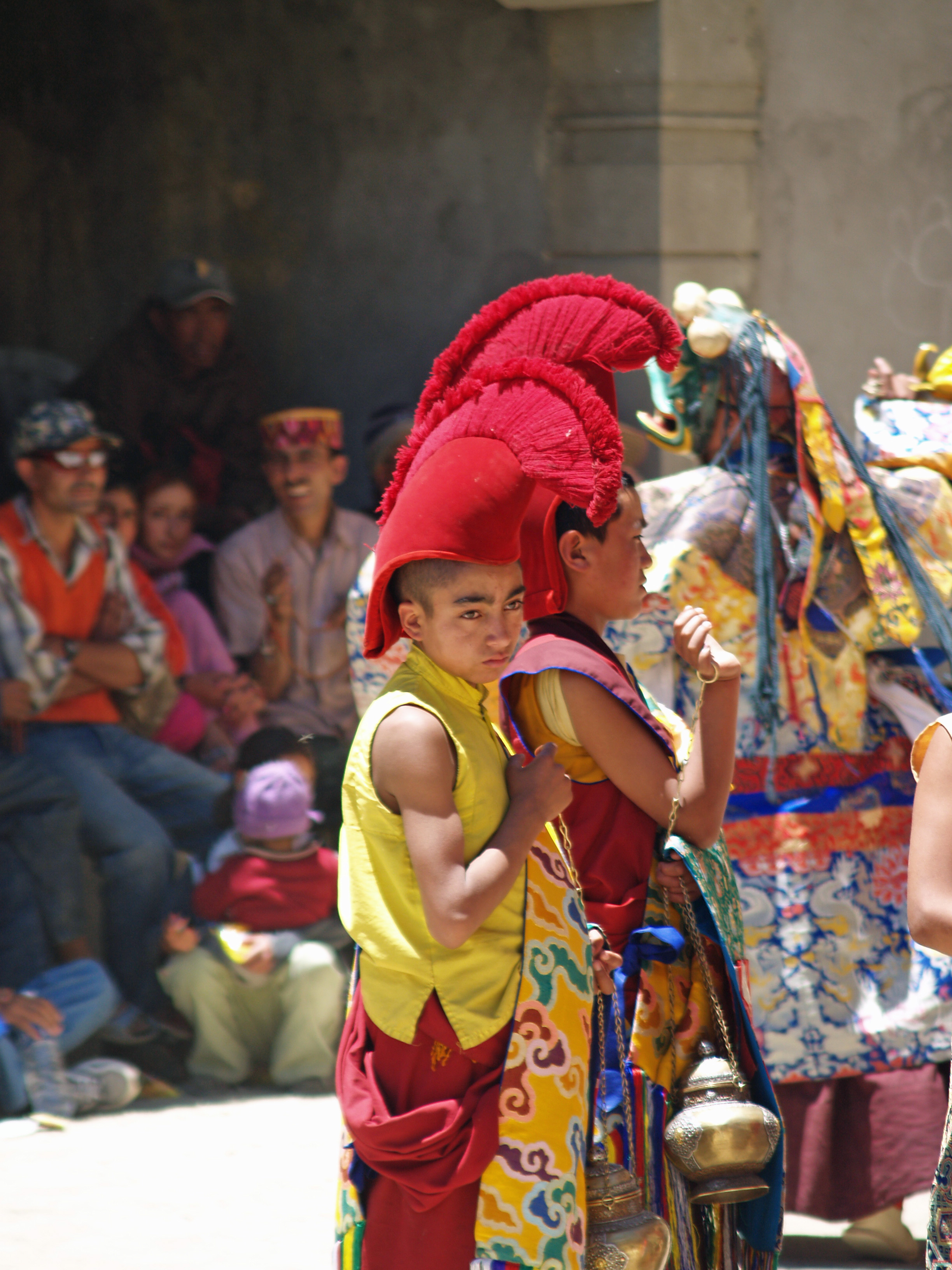
Jeune moine